# Rue Roelandts
Pour les articles homonymes, voir Roelandts.
La rue Roelandts (en néerlandais : Roelandtsstraat) est une rue bruxelloise de la commune de Schaerbeek qui va de la rue des Coteaux au carrefour de l'avenue Paul Deschanel et de la rue Van Hove.
La numérotation des habitations va de 1 à 31 pour le côté impair, et de 2 à 32 pour le côté pair.
La rue porte le nom d'une famille de propriétaires terriens qui céda à la commune les terrains nécessaires à la construction de plusieurs rues dans le quartier.